# Хартвил (Мисури)
Хартвил (енгл. Hartville) град је у америчкој савезној држави Мисури.

## Демографија
По попису из 2010. године број становника је 613, што је 6 (1,0%) становника више него 2000. године.
| Група             | 2000.       | 2010.       |
| Белци             | 588 (96,9%) | 591 (96,4%) |
| Афроамериканци    | 6 (1,0%)    | 3 (0,5%)    |
| Азијати           | 0 (0,0%)    | 2 (0,3%)    |
| Хиспаноамериканци | 4 (0,7%)    | 12 (2,0%)   |
| Укупно            | 607         | 613         |